# Winterfütterung

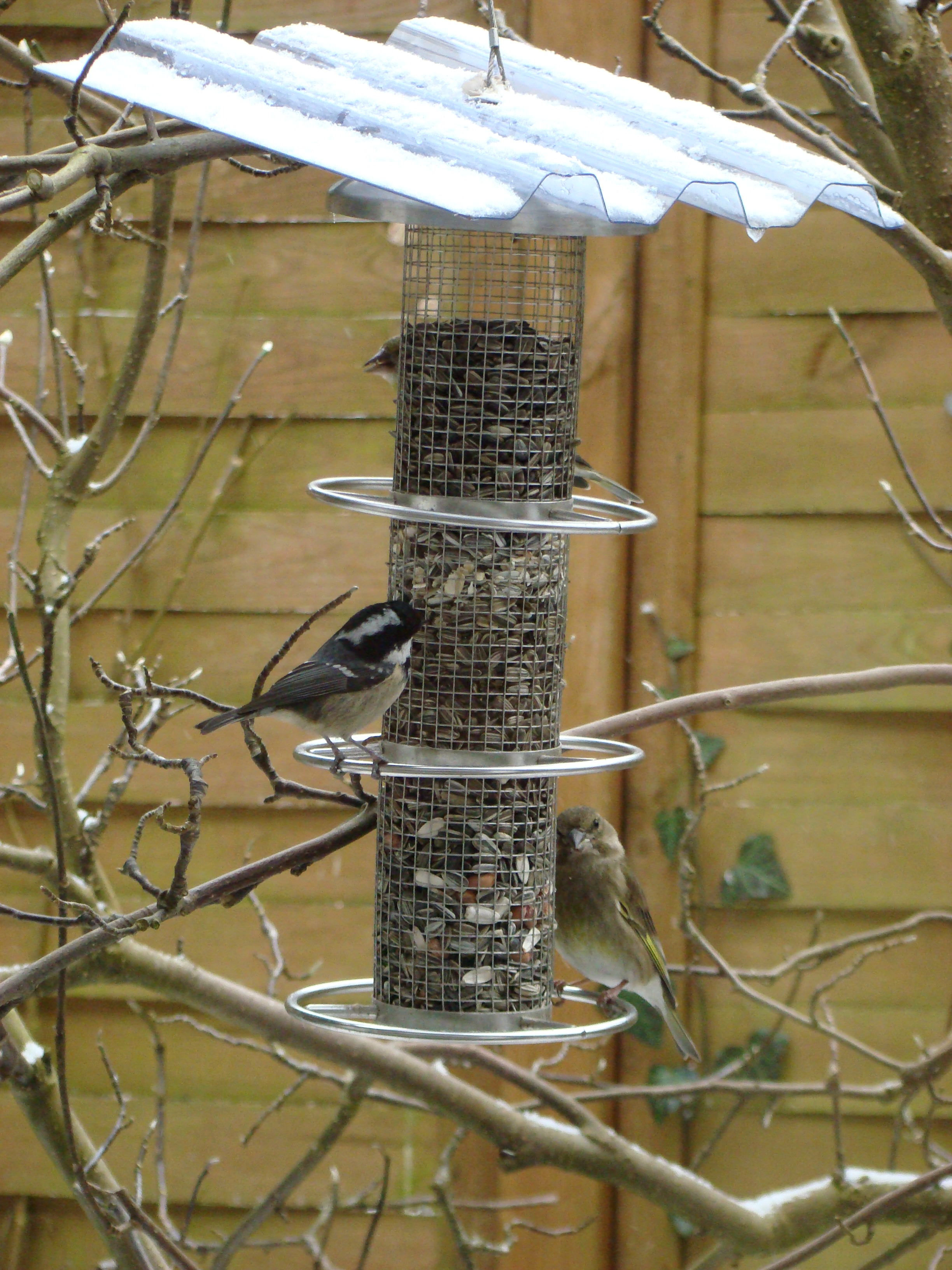
Tannenmeise und Grünfinken an einer Futtersäule; an dieser wird die Verunreinigung des Futters durch Vogelkot verhindert

Unter Winterfütterung versteht man die Fütterung von Tieren im Winter. Bei landwirtschaftlichen Nutztieren unterscheidet sich die Winterfütterung heute oft nicht mehr von der Fütterung im Sommer; lediglich in der Bienenhaltung erfolgt eine spezielle Winterfütterung als Ausgleich für den entnommenen Honig, wobei die Wortwahl leicht irreführend ist, denn die Einfütterung selbst erfolgt hier bereits im Herbst.
Bei Wildtieren versteht man unter Winterfütterung speziell die Gabe von Futter durch den Menschen im Winter. Dazu gehören sowohl das Auffüllen der Futterstellen im Wald durch den Jäger als auch das private Angebot von Vogelfutter etwa in Form von Körnermischungen in Vogelhäuschen.

## Fütterung von Wild

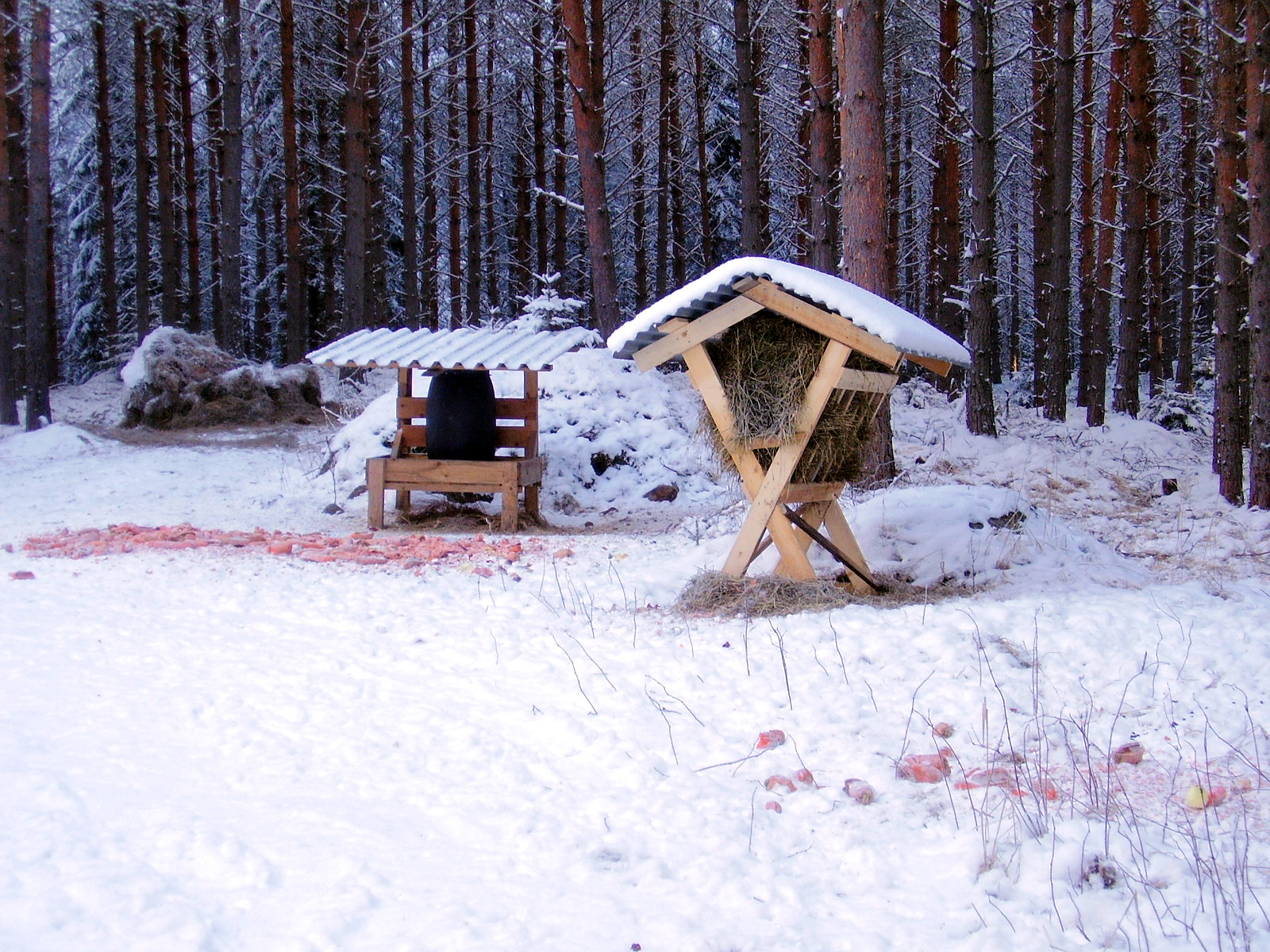
Futtertonne (links) und Futterraufe (rechts)

Die Wildfütterung ergibt sich als Verpflichtung der Jagdausübungsberechtigten im Rahmen der Hegeverpflichtung einerseits im BJagdG § 1 (Beispiel Wintergatter und Wildschaden), andererseits in Erfüllung des Jagdschutzes aus § 23. Sie dient als Ersatz für in der Natur nicht oder nicht mehr in ausreichender Menge vorkommende, Erhaltung spendende Nahrung.

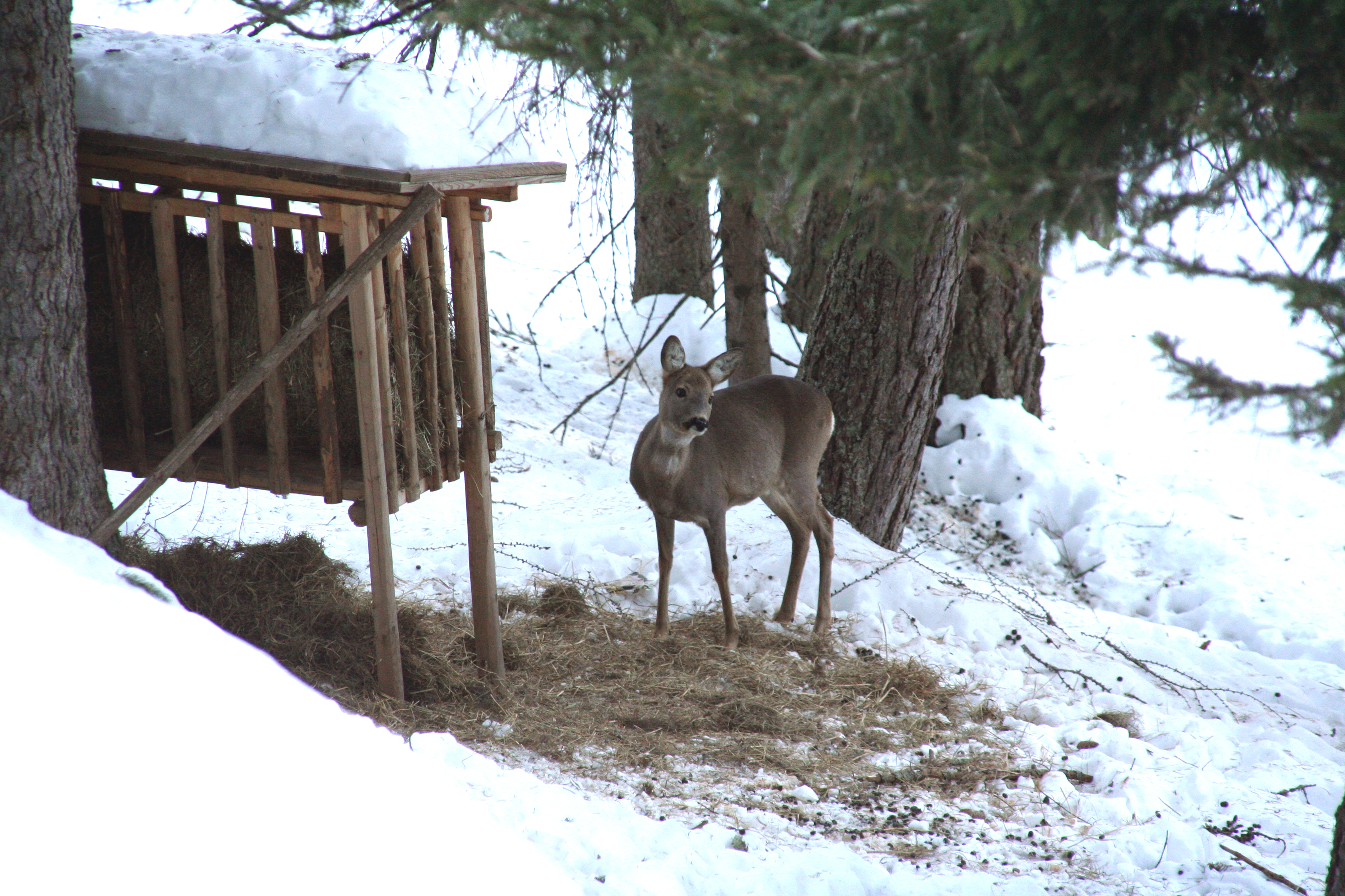
Rehwild an einer winterlichen Futterkrippe mit Heu

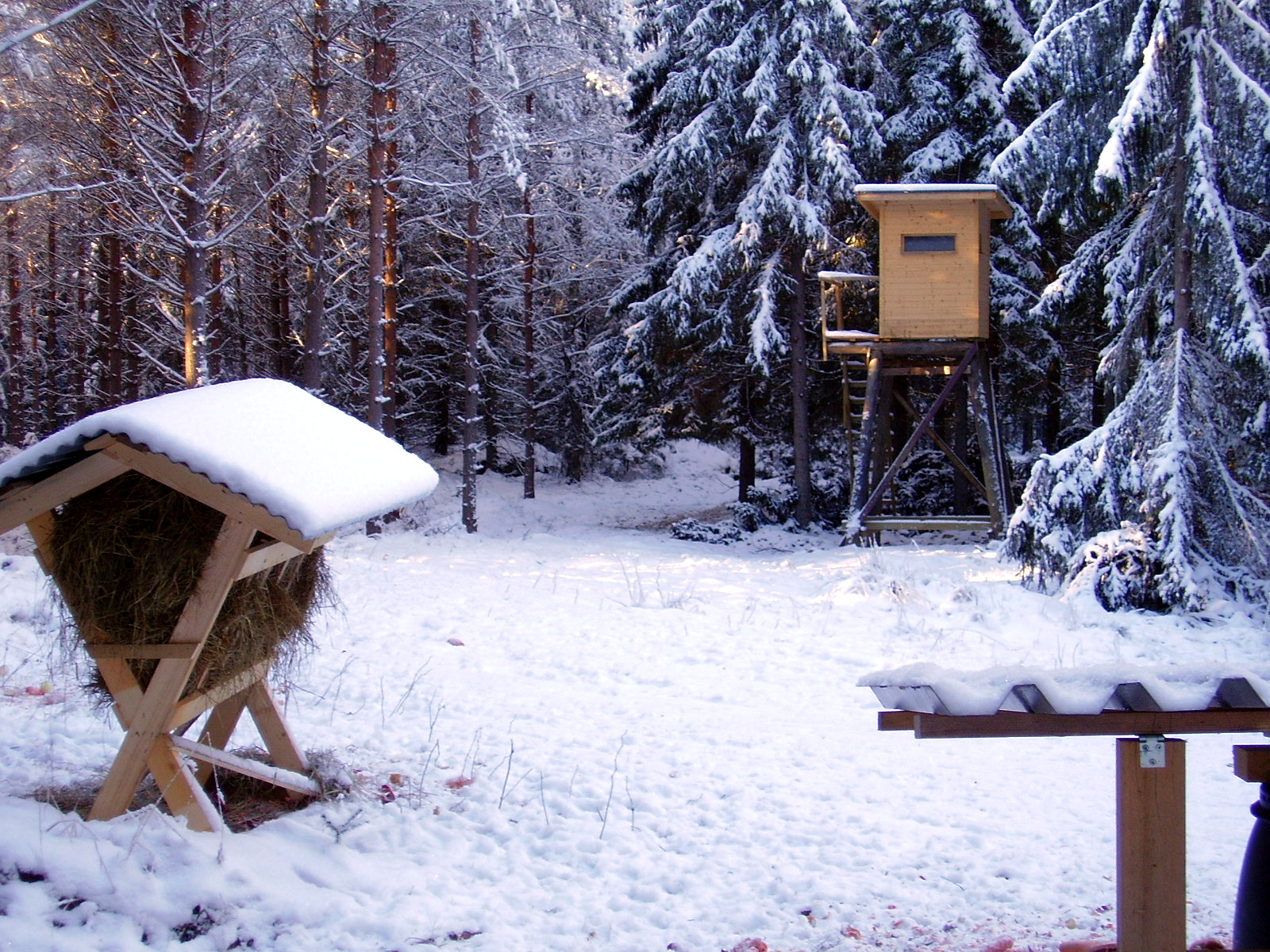
Wildfütterung neben Hochsitz

Das gesetzliche Hegeziel nach § 1 Abs. 2 BJagdG begrenzt gleichzeitig Umfang und Art der Fütterung. „Eine Gefährdung des Hegeziels liegt beispielsweise dann vor, wenn versucht wird einen überhöhten, den natürlichen Verhältnissen nicht angepassten Wildbestand zu halten. Sie liegt auch vor, wenn unsachgemäße Fütterung zu einer Verbisserhöhung an Forstpflanzen führt.“
Der Zeitpunkt der Verabreichung richtet sich nach den Ausführungen in den Jagdgesetzen der Länder. Notzeit entspricht nicht automatisch der Winterzeit.
Während einer Notzeit verfügt das Wild über zu wenig Äsung (Nahrung) und ist auf künstliche Futterquellen angewiesen. Notzeiten sind gesetzlich festgelegt in den Jagdgesetzen der Bundesländer mit sehr unterschiedlichen Bestimmungen. Eine Notzeit kann in einer festgelegten Zeit bestehen oder bei außergewöhnlich hoher oder außergewöhnlich fest gefrorener Schneedecke, außergewöhnlichem Frost, Dürre oder Überschwemmungen durch entsprechende Gremien festgestellt werden. Im Zuge des Klimawandels hin zu milderen Wintern sinkt jedoch die Zahl der Notzeittage stetig. In älterer Literatur werden teilweise Nahrungsengpässe postuliert, die z. B. örtlich und zeitlich begrenzt infolge großflächiger Erntemaßnahmen auf Agrarflächen entstehen könnten. Wissenschaftliche Untersuchungen über einen Zeitraum von drei Jahren an „Waldrehen“ und „Landrehen“ haben allerdings ergeben, dass es diesen sog. „Ernteschock“ nicht gibt. Das Projekt (Abschluss 2016) wurde vom Obersten Jagdbeirat und der Obersten Jagdbehörde in Bayern gefördert.
Eine Fütterung von Gams- und Steinwild erfolgt aufgrund seines Lebensraumes grundsätzlich nicht. Sollten diese Tiere aber Not leiden, ist davon auszugehen, dass sie tiefer gelegene Fütterungen für anderes Schalenwild wie Rot- oder Rehwild aufsuchen.
Während der Wildfütterung besteht ein bundesrechtliches Verbot, Schalenwild in einem Umkreis von 200 m von den Futterstellen zu erlegen. Künstlich angelegte Futterstellen, die mit artgerechten Futtermitteln bestückt werden, dienen der Erhaltung des Wildes.
Nicht als Fütterung gelten Maßnahmen zur Äsungsverbesserung (z. B. Wildäcker, Wildwiesen oder Prossholzflächen). Kirrungen, Luderplätze oder Ablenkfütterungen sind keine Fütterungen im Sinne der Ernährung. Sie dienen der Lenkung des Wildes zwecks Bejagung oder Schadensverhütung. Ihre Eigenschaften als Fütterungen werden bei Fehlen landesrechtlicher Regelungen unterschiedlich beurteilt. An Luderplätzen für den Rotfuchs dürfen keine Schlachtabfälle, sondern nur Abfälle von Wild ausgebracht werden. Luderplätze gelten als Kirrungen. An Kirrungen darf das Wild während der erlaubten Jagdzeit erlegt werden.
Gemäß dem BJagdG können die Bundesländer die Fütterung von Wild untersagen oder von einer Genehmigung abhängig machen.
In Bayern gilt aufgrund der unterschiedlichen Landschaftsräume keine landesweite Regelung. Vielmehr erlässt die Jagdbehörde im Einzelfall Regelungen zur Verhinderung von missbräuchlichen Wildfütterungen, z. B. im Hinblick auf nicht artgerechtes Futter, Fütterung außerhalb der Notzeit mit Ausnahme von Ablenkungsfütterungen für Schwarzwild, Fütterung in Schutzwäldern, wenn dadurch deren Schutzfunktion beeinträchtigt wird etc.
Die Fütterung erfolgt mittels Raufentrog, Futtertisch oder Kraftfutterautomat/Rutschfütterung für Pellets (Schalenwild, Schwarzwild, Hasen), Futterautomat, Schüttung (Schwarz- und Flugwild) oder Fasanenschütten mit Getreide und Mais, oder Futterbahnen (frei gehaltener Gang in Deckung, der pro Fasan 0,5 m lang ist) und Rebhuhnschütten, die entfernt von Bäumen angelegt werden, da die Rebhühner sonst von Greifvögeln erjagt werden. Bei der Entenfütterung (Mais, Getreide, Eicheln) dürfen die Futtermittel nicht ins Wasser gelangen (§ 26 Wasserhaushaltsgesetz).
Futtermittel sind in natürliche Futtermittel wie Eicheln, Kastanien, Bucheckern, Hafer, Mais u. a. Getreide, sowie industriell gefertigte, wie Sojaschrot, Sesamkuchen, Luzernemehl, Weizenkeime, Biertreber oder Kraftfutterpresslinge (Pellets) unterteilt. Trockenfutter enthält unter 10 % Feuchtigkeit. Saftfutter besteht aus Silage, Rüben, Kartoffeln, Obst, Gemüse, Kohl, Trester oder Saftfuttermischungen.
Futterstellen werden so angelegt, dass Schalenwild (z. B. Rehe) nicht durch harschen Schnee laufen muss, um sich nicht zu verletzen.
In der Diskussion um die gesetzliche Umsetzung der Wildfütterung wird von Jägern, wie z. B. dem Jägermeister Otto Gitterle in einem Tiroler Bergrevier mit der mangelnden Herbst- und Winteräsung argumentiert. Der Forderung mancher Wildbiologen nach naturbelassenem Wild und dem Unterlassen jeglicher Fütterungen entgegnen sie, dass dadurch das Wild zum Schädling degradiert würde und ohne Fütterung in den Tiroler Gebirgslagen mit enormen Verlusten zu rechnen sei. Zwar blieben einige Tiere immer am Leben, aber viel zu wenige, um noch von gesunden Beständen sprechen zu können. Darüber hinaus betrachten sie die Fütterung als Grundvoraussetzung für die Verhinderung von Wildschäden, und Voraussetzung für das Wohlbefinden und den guten Allgemeinzustand des Wildes. Eine fehlende Fütterung führe ihrer Ansicht nach zu schlechter, körperlicher Verfassung, die gute Entwicklung hingegen sei ein Gradmesser für erfolgreiche Hege.
Als Futter wird unter anderem Bergheu, Silage und eine Kraftfuttermischung bestehend aus 40 % Maisbruch, 40 % nicht gequetschtem Hafer und 20 % Sesam verwendet. Fütterungsgegner kritisieren insbesondere am Kraftfutter, dass eine faserarme und energiereiche Nahrung das Wild dazu nötige, vermehrt Bäume zu verbeißen oder zu schälen, um die für die Verdauung erforderlichen Fasern aufzunehmen. Auch das Amt für Wald, Natur und Landschaft des Fürstentums Liechtenstein hält Fütterungen außerhalb von ausgewiesenen Notzeiten für kontraproduktiv, und kritisiert, dass Jäger nur diejenigen ausgewählten Tierarten durch den Winter bringen wollten, an denen sie Interesse in Form von Trophäen hätten.

## Fütterung von Vögeln

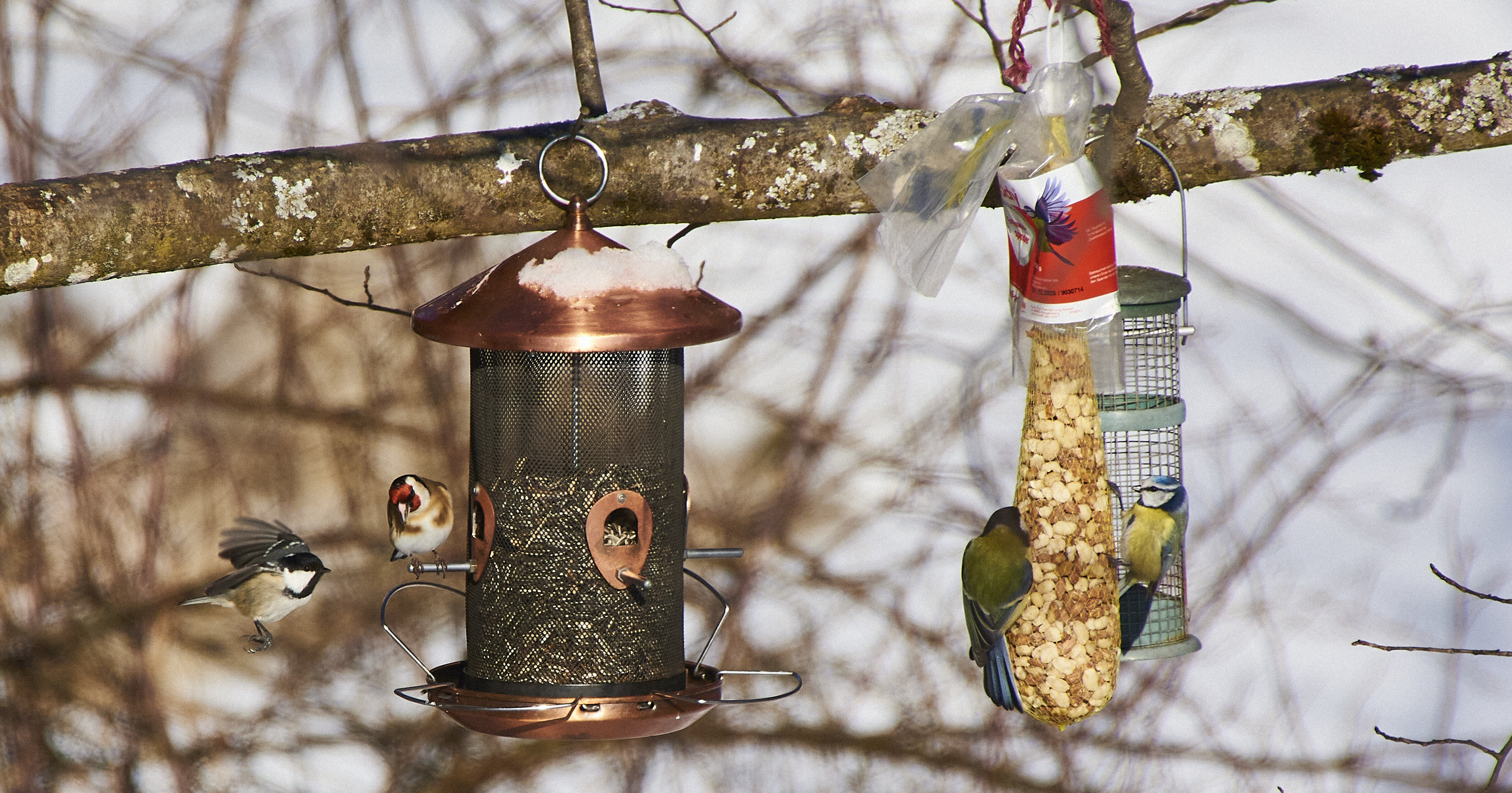
Winterfütterung von Vögeln (Tannenmeise, Stieglitz, Kohlmeise und Blaumeise) im alpinen Bereich

Die Fütterung von Vögeln in durchschnittlich kalten Wintern ist umstritten. Kritiker wenden ein, dass sie das ökologische Gleichgewicht und die natürliche Selektion störe: So profitieren nur wenige, häufige Standvogelarten von der üblichen Art der Fütterung und die von ihrer langen Reise geschwächten Zugvögel treffen im Frühjahr auf künstlich gestärkte Konkurrenz und müssen um die begrenzten Reviere und Brutplätze streiten. Zudem besteht bei unsachgemäßer Fütterung die Gefahr der Ausbreitung von Krankheitserregern. Naturschutzorganisationen raten daher in der Regel, nur bei anhaltendem Frost und geschlossener Schneedecke zu füttern.
Siehe auch: Angepasste Ganzjahreszufütterung